# Лекманов, Андрей Устинович
Андрей Устинович Лекманов (род. 19 декабря 1944, Москва) — российский учёный-медик, детский анестезиолог-реаниматолог, доктор медицинских наук (1991).

## Биография
Андершан Умарович Лекманов родился 19 декабря 1944 года в Москве в еврейско-татарской семье. Имя Андершан появилось из-за паспортистки, допустившей ошибку в тюркском имени Андержан.
В 1968 году окончил 2-й Московский медицинский институт им. Н. И. Пирогова. Специальность — «врач-педиатр». Обучался в клинической ординатуре (1968—1970) по специальности анестезиология и реаниматология детского возраста и впоследствии более 30 лет (1970—2002) работал в НИИ педиатрии АМН СССР, прошёл путь от ординатора до руководителя отделения анестезиологии и реаниматологии.
В 1977 году защитил кандидатскую диссертацию «Изменение некоторых параметров гомеостаза в ходе операции и в раннем послеоперационном периоде у детей», а в 1991 году — докторскую диссертацию «Состояние большого и малого круга кровообращения при оперативных вмешательствах у детей». В 1994 году Лекманову было присвоено ученое звание профессора по специальности анестезиология-реаниматология.
С 2002 года профессор А. У. Лекманов возглавляет отделение анестезиологии и терапии критических состояний Московского НИИ педиатрии и детской
хирургии Минздрава России.

## Профессиональная и научная деятельность
Андрей Устинович Лекманов является детским анестезиологом-реаниматологом России. В своей деятельности большое внимание уделяет вопросам клинического питания детей в отделении реанимации и интенсивной терапии.
В качестве научного руководителя подготовил 18 кандидатов и 2 докторов медицинских наук.
А. У. Лекманов опубликовал более 400 научных работ, в том числе монографии и национальные руководства. Является членом Европейского общества анестезиологов, Российской федерации анестезиологов-реаниматологов, Московского научного общества анестезиологов-реаниматологов.
Андрей Устинович входит в редакционные коллегии журналов:
- «Вестник интенсивной терапии»[5];
- «Вестник анестезиологии-реаниматологии»[6];
- «Вопросы практической педиатрии»[7];
- «Российский вестник детской хирургии, анестезиологии и реаниматологии»[8].

## Семья
Сын — литературовед Олег Лекманов (род. 1967).